# Noriko Ishibashi
Noriko Ishibashi (jap. 石橋 紀子, Ishibashi Noriko) ist eine ehemalige japanische Fußballspielerin.

## Karriere
Ishibashi wurde 1989 in den Kader der japanischen Nationalmannschaft berufen und kam bei der Asienmeisterschaft der Frauen 1989 zum Einsatz. Sie wurde in den Kader der Asienmeisterschaft der Frauen 1991 berufen. Insgesamt bestritt sie drei Länderspiele für Japan.